# Komisja Edukacji Narodowej

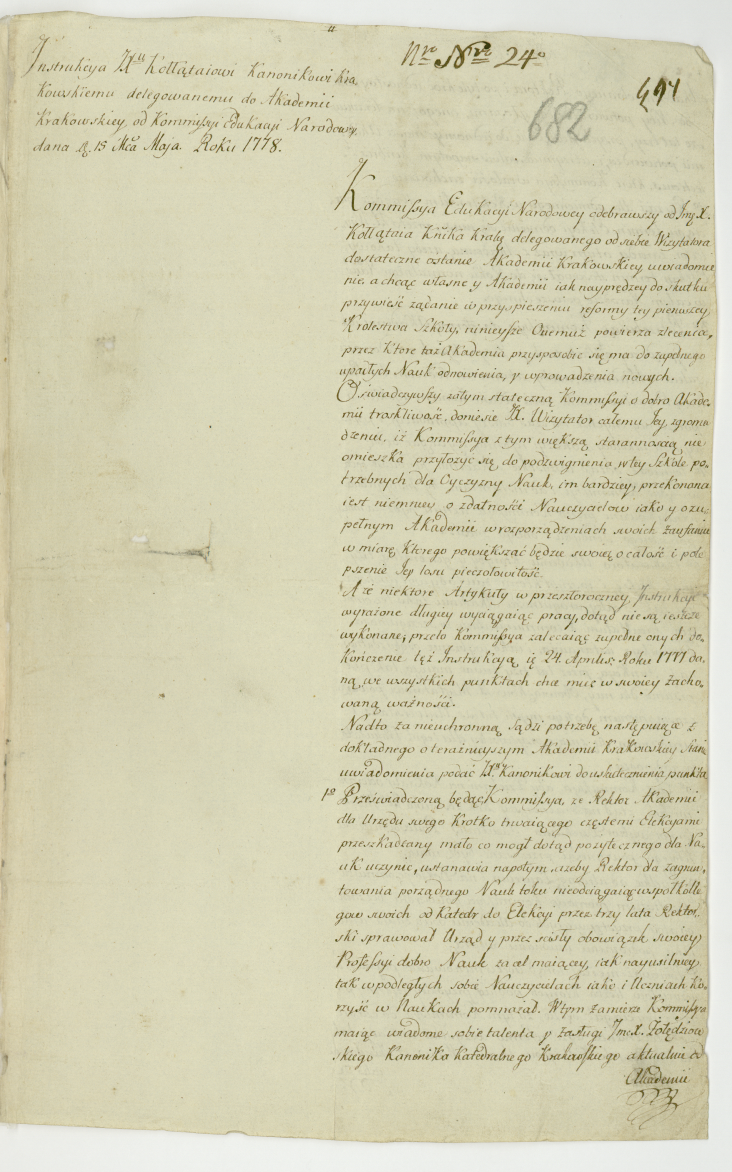
Instrukcja Hugona Kołłątaja delegowanego do Akademii Krakowskiej.

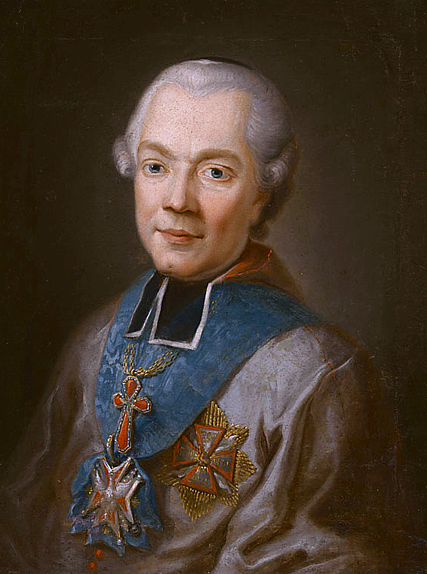
biskup wileński Ignacy Jakub Massalski, pierwszy prezes KEN, usunięty z tej funkcji w 1776 za nadużycia finansowe w szkołach litewskich, później jeden z twórców konfederacji targowickiej, portret pędzla Franciszka Smuglewicza

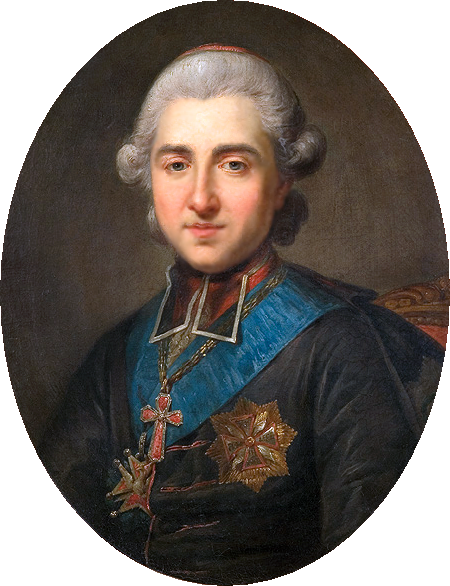
biskup płocki (później prymas) Michał Jerzy Poniatowski, prezes KEN do 1776

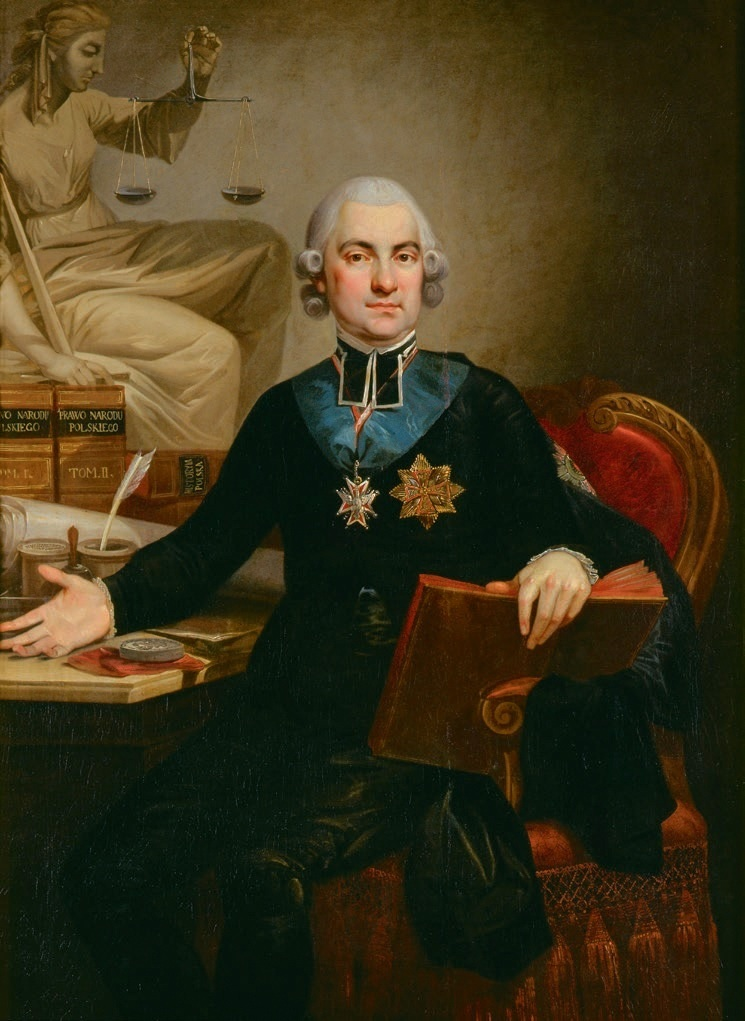
Hugo Kołłątaj z ramienia KEN przeprowadził w latach 1777–1780 reformę Akademii Krakowskiej

Komisja Edukacji Narodowej (KEN), właśc. Komisja nad Edukacją Młodzi Szlacheckiej Dozór Mająca – centralny organ władzy oświatowej w Polsce, zależny tylko od króla i Sejmu, powołany w Rzeczypospolitej Obojga Narodów przez Sejm Rozbiorowy 14 października 1773 na wniosek króla Stanisława Augusta Poniatowskiego, za zgodą rosyjskiego posła nadzwyczajnego i ministra pełnomocnego Ottona Magnusa von Stackelberga. 
Komisja Edukacji Narodowej jest uznawana przez polską historiografię za zarazem pierwszą w Polsce jak i w całej Europie władzę oświatową o charakterze współczesnego ministerstwa edukacji publicznej.

## Geneza
Komisja została powołana głównie dlatego, że do 1773 roku edukacja podstawowa i średnia były w Rzeczypospolitej organizowane przez zakon jezuitów. Taki system edukacji nakierowany był przede wszystkim na kształcenie w zakresie teologii katolickiej przy pomocy łaciny, przy czym inne przedmioty były traktowane jako uboczne i podrzędne. System ten cechował swoisty konserwatyzm i nietolerancja wobec niekatolików, a jednocześnie oderwanie od realnych potrzeb edukacyjnych. W rezultacie po skończeniu szkół jezuickich trzeba było w krótkim choć po części nagradzać, co się w przeciągu strawionych lat opóźniło. W 1773 roku zakon jezuitów został rozwiązany przez papieża Klemensa XIV, co w Polsce groziło upadkiem edukacji, ale też dało impuls do głębokich reform szkolnictwa.

## Historia Komisji Edukacji Narodowej

### Początki
Komisja powstała formalnie na mocy uchwały Sejmu z 14 października 1773. Przejęła dawne majątki skasowanego zakonu jezuitów.
Pierwotny skład Komisji liczył 8 osób: 4 senatorów i 4 posłów. Pierwszym prezesem został biskup wileński Ignacy Jakub Massalski, który na tym stanowisku dokonał wielu nadużyć finansowych w szkołach litewskich i w 1776 został usunięty z tego stanowiska. Najbardziej zasłużonymi, oficjalnymi członkami byli posłowie wywodzący się z magnackich rodzin i rodzin powiązanych z tzw. Familią, m.in.: Adam Kazimierz Czartoryski, Joachim Litawor Chreptowicz, Ignacy Potocki i Andrzej Zamoyski. Ponadto w pierwszym składzie Komisji byli biskup płocki Michał Poniatowski oraz August Sułkowski i Antoni Józef Poniński.
Jednak od samego początku faktycznymi pracownikami Komisji była grupa uczonych i artystów skupiona wokół Hugona Kołłątaja, który nadawał cały czas ogólny kierunek jej działaniom. Do najbardziej zasłużonych „ekspertów” zalicza się pisarzy Franciszka Bielińskiego i Juliana Ursyna Niemcewicza, oraz uczonych Feliksa Oraczewskiego, Andrzeja Gawrońskiego, Dawida Pilchowskiego, Hieronima Stroynowskiego oraz Grzegorza Piramowicza. Pierre Samuel du Pont de Nemours – francuski ekonomista z kręgu fizjokratów objął w 1774 r. na krótko funkcję sekretarza Komisji (pod koniec życia wyemigrował do USA, gdzie jego syn stworzył podwaliny przyszłego koncernu chemicznego DuPont).

### Pierwszy okres działalności (1773-1780)
Eksperci pod wodzą Hugona Kołłątaja opracowali trzystopniowy model szkół podstawowych i średnich.
Najniższym stopniem były szkoły parafialne przeznaczone dla niższych stanów (chłopów i mieszczan), pośrednim szczeblem były państwowe szkoły powiatowe – do których głównie trafiały dzieci z rodzin szlacheckich, ale które były też otwarte dla najzdolniejszej młodzieży ze stanów niższych, zaś stopniem najwyższym były dwa uniwersytety – w Wilnie i Krakowie.
W ramach reformy edukacji podstawowej stworzono Towarzystwo do Ksiąg Elementarnych, które opracowało pionierskie podręczniki – wymagające często (zwłaszcza w zakresie nauk przyrodniczych i ścisłych) tworzenia polskiej terminologii tych nauk, która do dzisiaj jest podstawą terminologii chemicznej, fizycznej i matematycznej stosowanej w języku polskim. Należy dodać, że aż do roku 1780 język polski nie był osobnym przedmiotem nauczania – stał się nim dopiero dzięki pracom Komisji Edukacji Narodowej.
Po śmierci biskupa Józefa Andrzeja Załuskiego, marszałek Sejmu wydał zarządzenie przejęcia Biblioteki Załuskich. Komisja Edukacji Narodowej w imieniu państwa nią zarządzała, a pierwszym kustoszem został członek Komisji Edukacji Narodowej – Ignacy Potocki. Biblioteka ta stała się pierwszą polską biblioteką publiczną, prekursorką Biblioteki Narodowej.
Opracowano także szereg przepisów i programów dla szkół podstawowego i średniego szczebla (np. dopuszczających dziewczęta do nauki na równych prawach z chłopcami) – były jednak one często ignorowane lub bojkotowane przez nauczycieli z tych szkół – często byłych jezuitów.
Zapędy reformatorskie Komisji w zakresie szkół elementarnych zostały w końcu zablokowane przez Sejm poprzez odrzucenie kodeksu tych szkół – napisanego przez Kołłątaja, a przedłożonego przez Zamoyskiego w formie projektu ustawy w 1780 r.

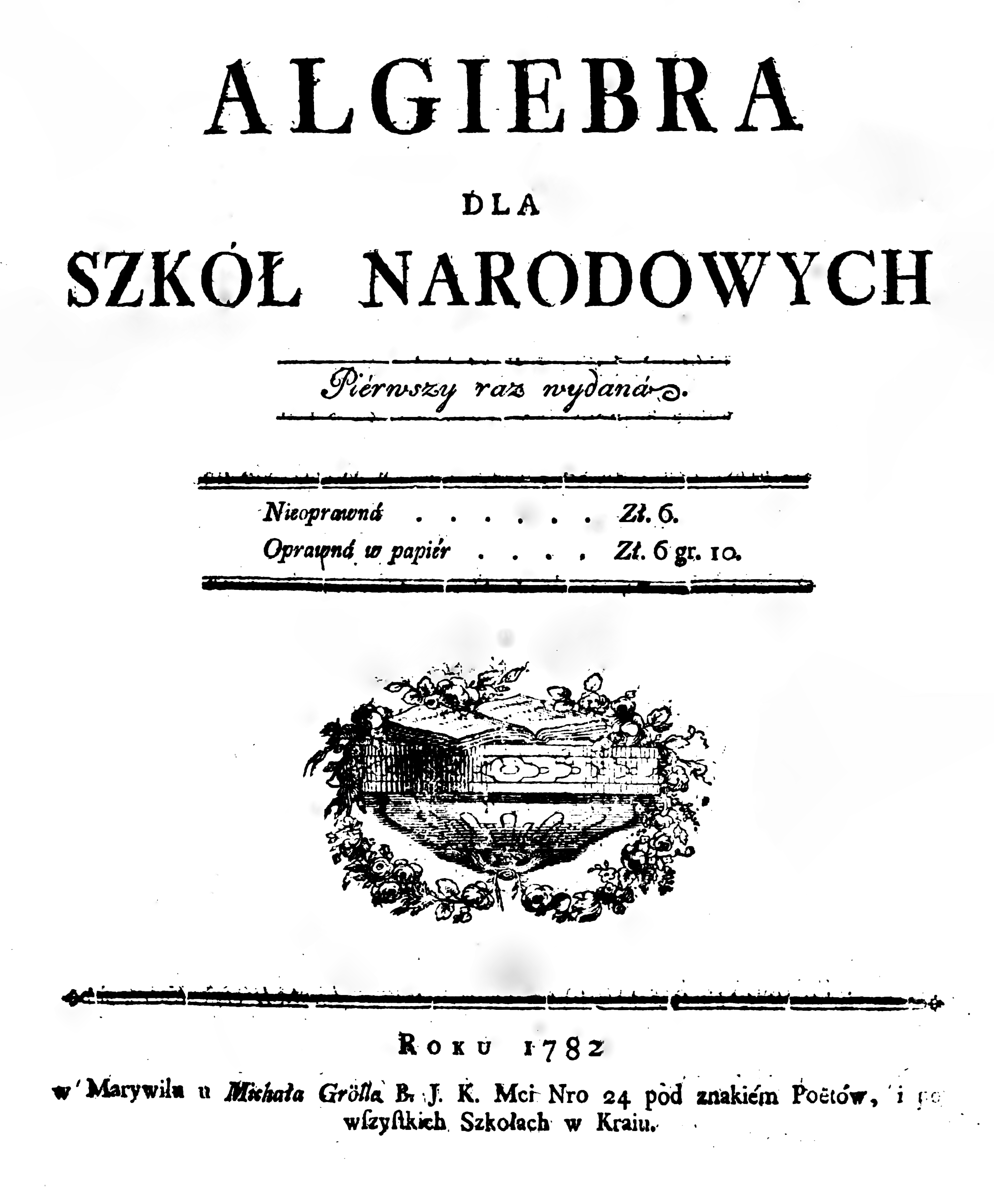
Algiebra dla szkół narodowych, (1782).
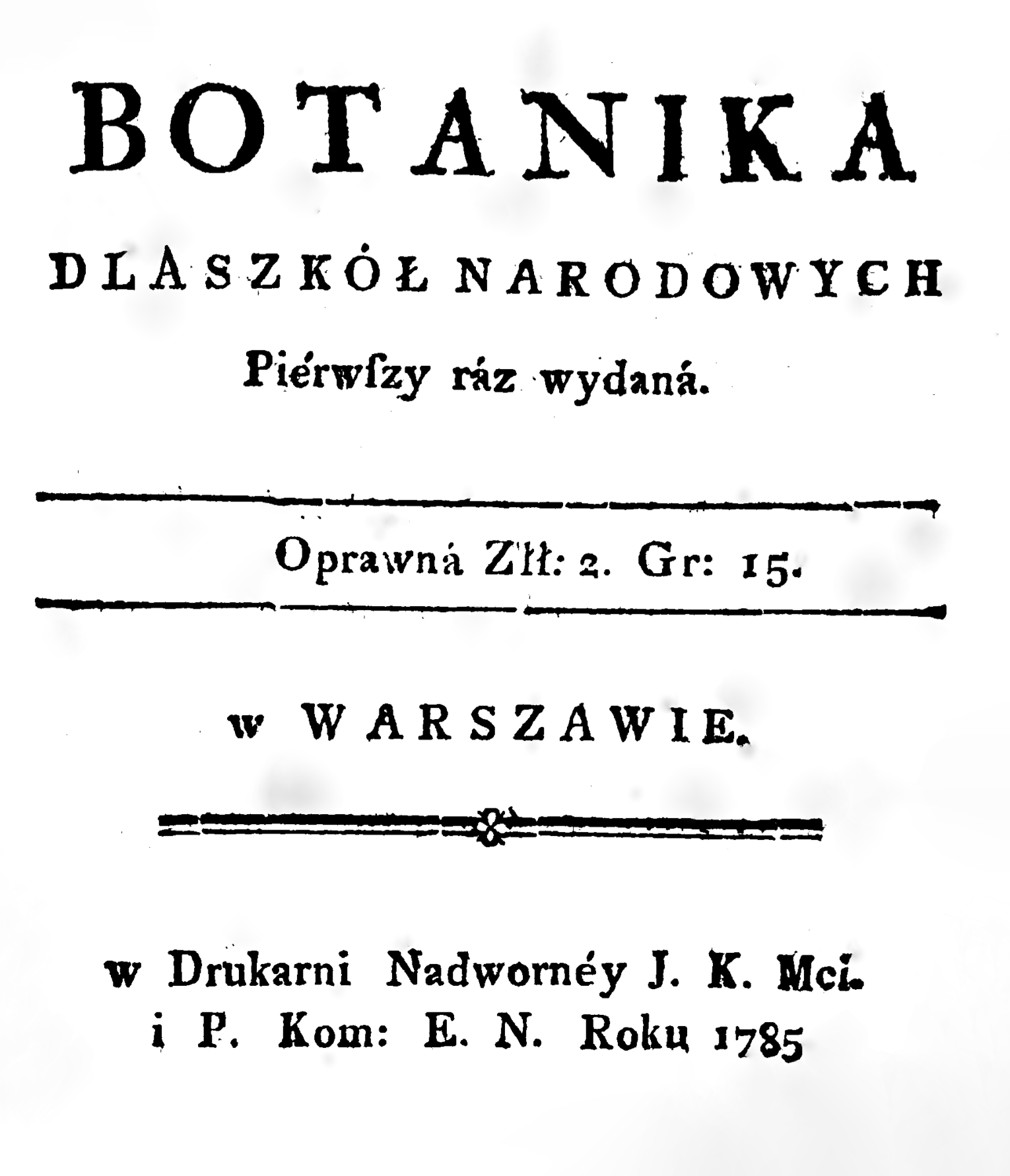
Krzysztof Kluk, Botanika dla szkół narodowych, (1785).
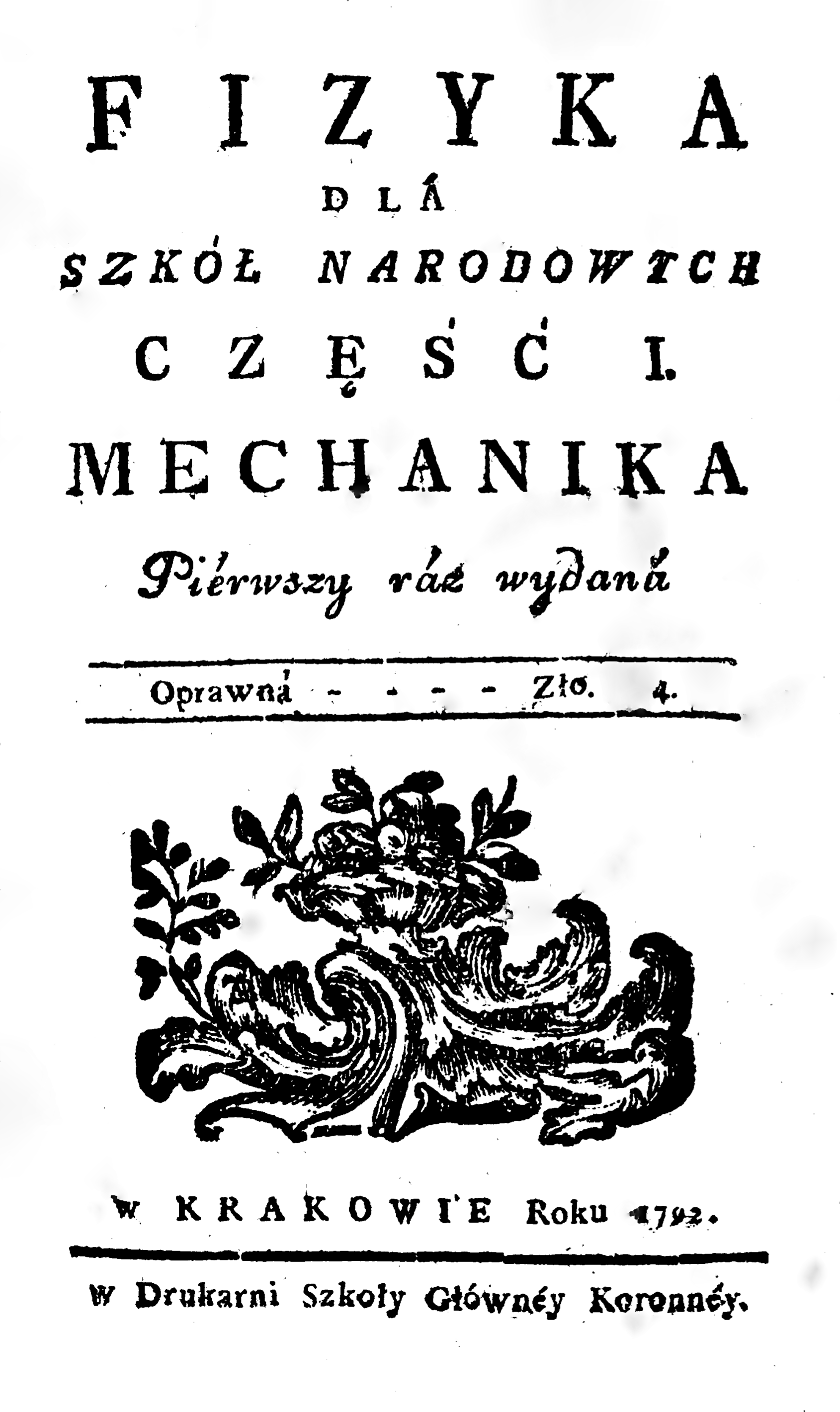
Michał Jan Hube, Fizyka dla szkół narodowych (1792).
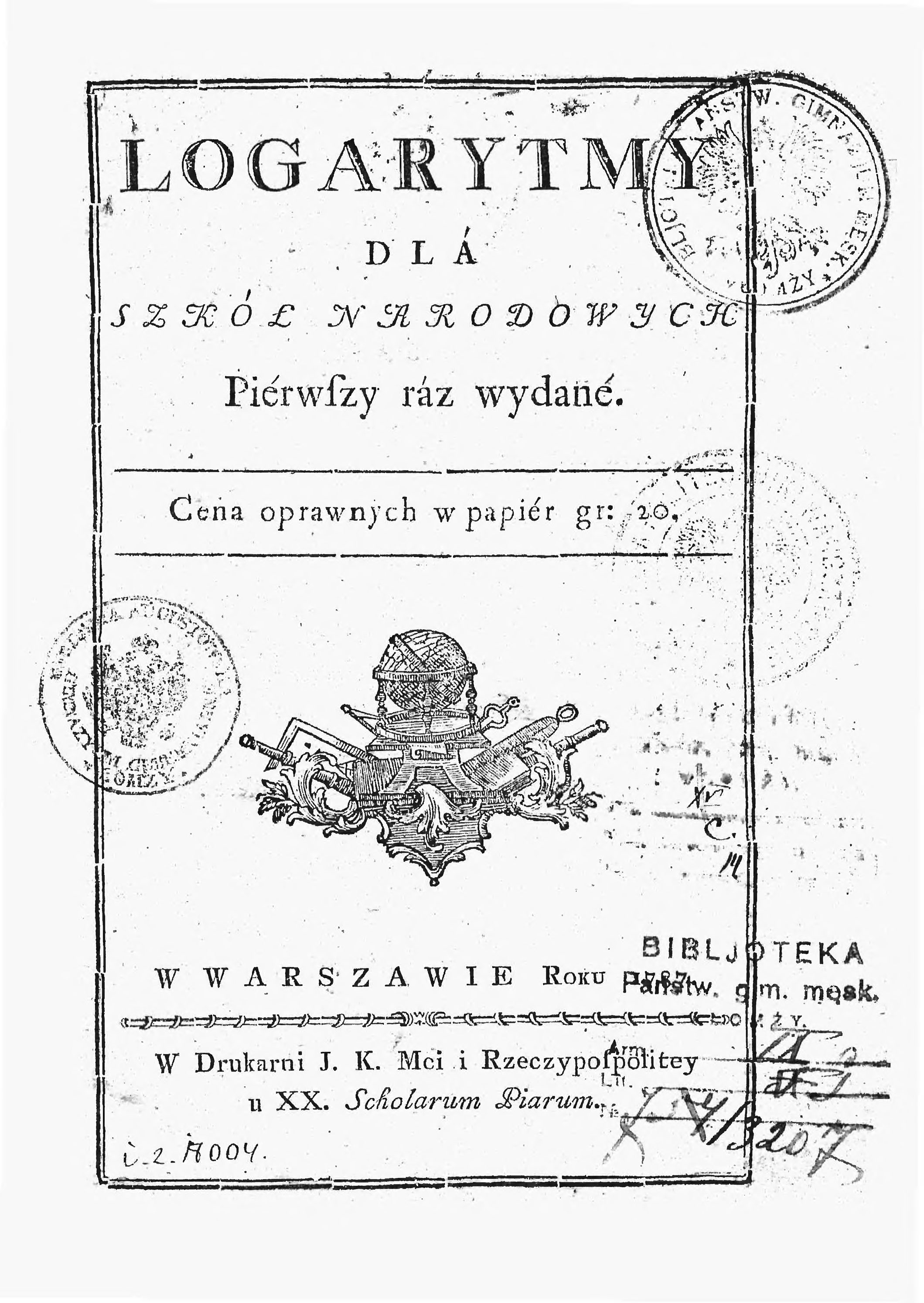
Logarytmy dlá szkół narodowych Ignacego Zaborowskiego, (1787).
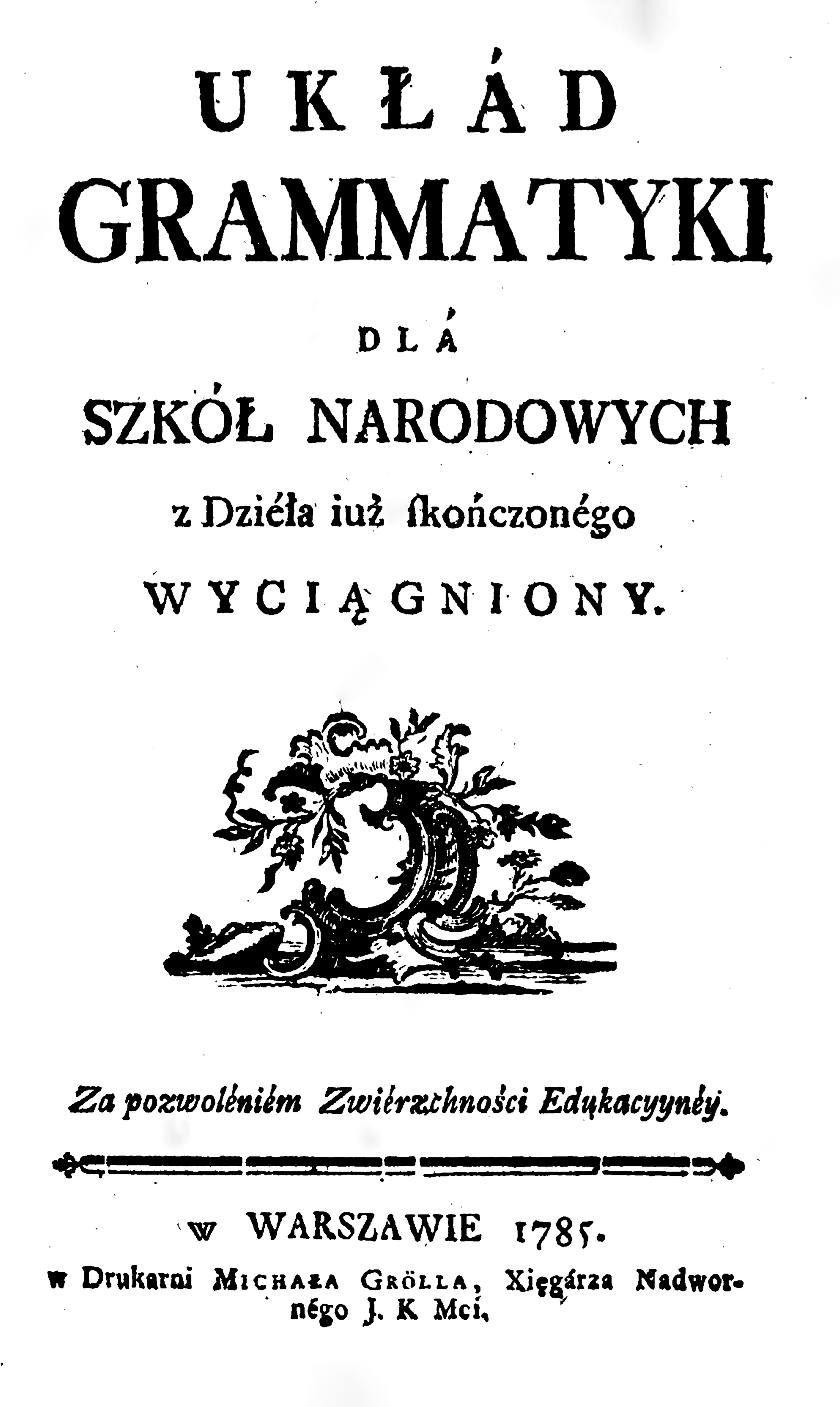
Onufry Kopczyński, Uklad Grammatyki dla szkół narodowych, (1785).
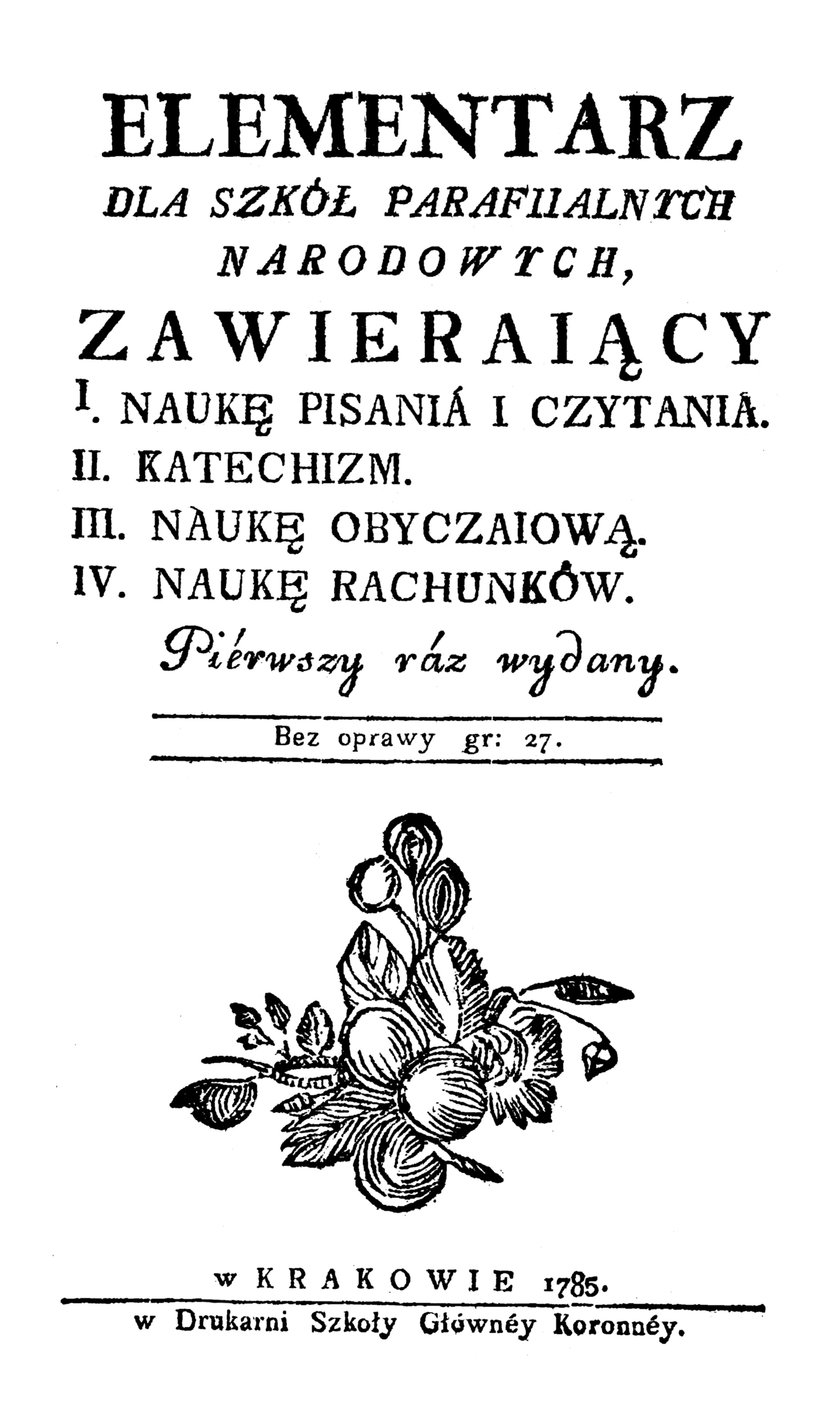
Elementarz dla szkół parafialnych, (1785).
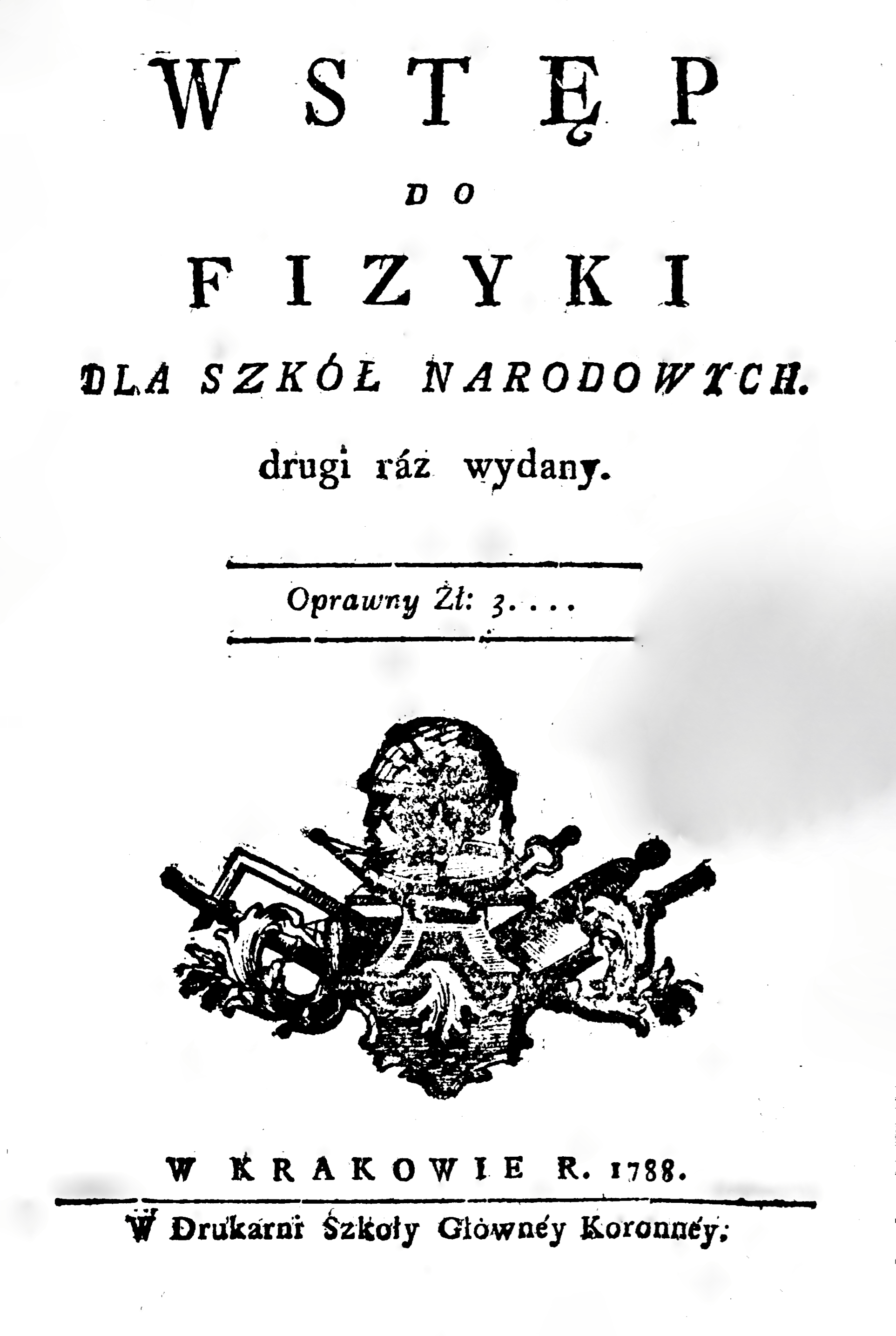
Wstęp do fizyki dla szkół narodowych, (1788).
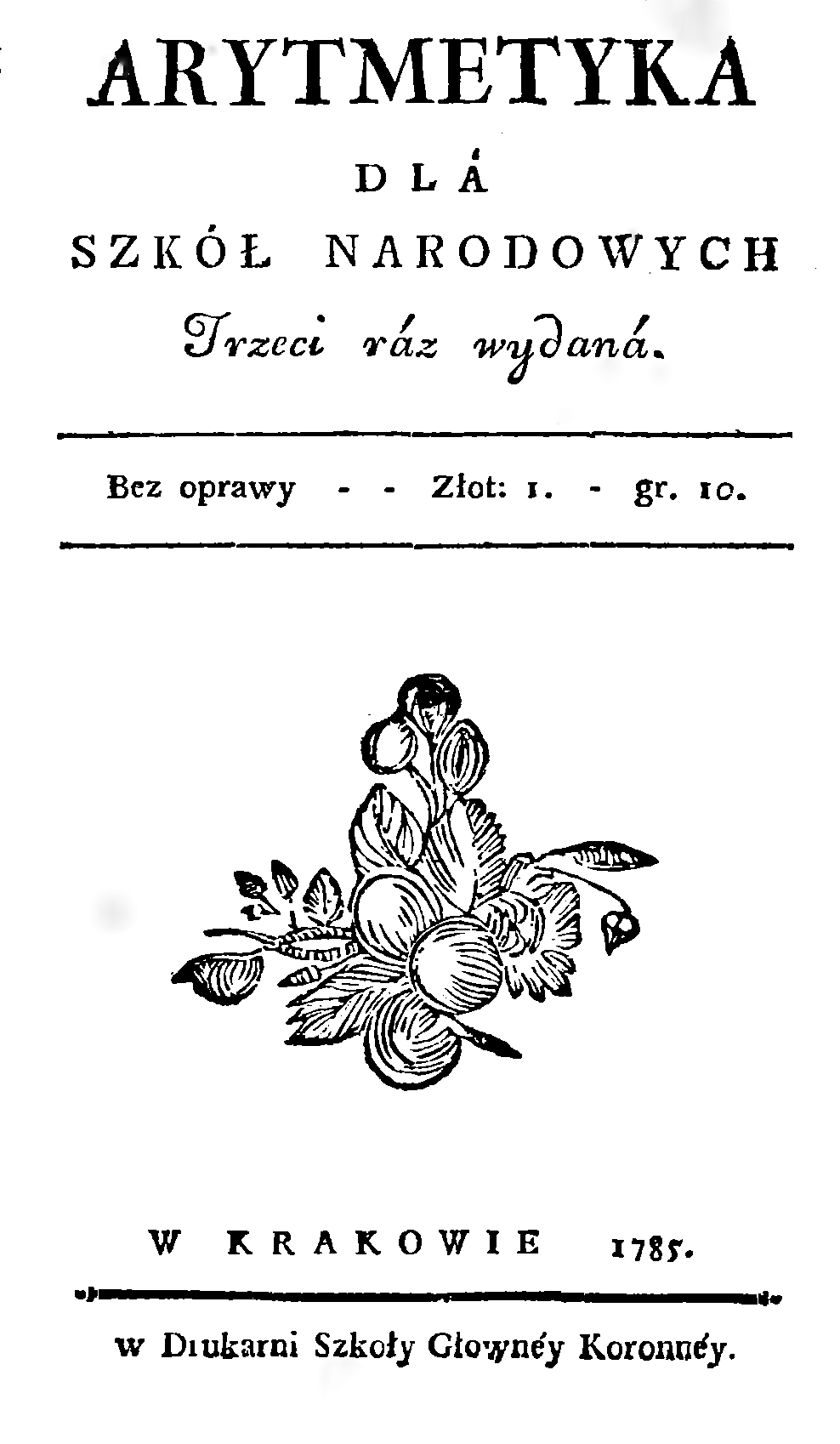
Arytmetyka dla szkół narodowych, (1785).

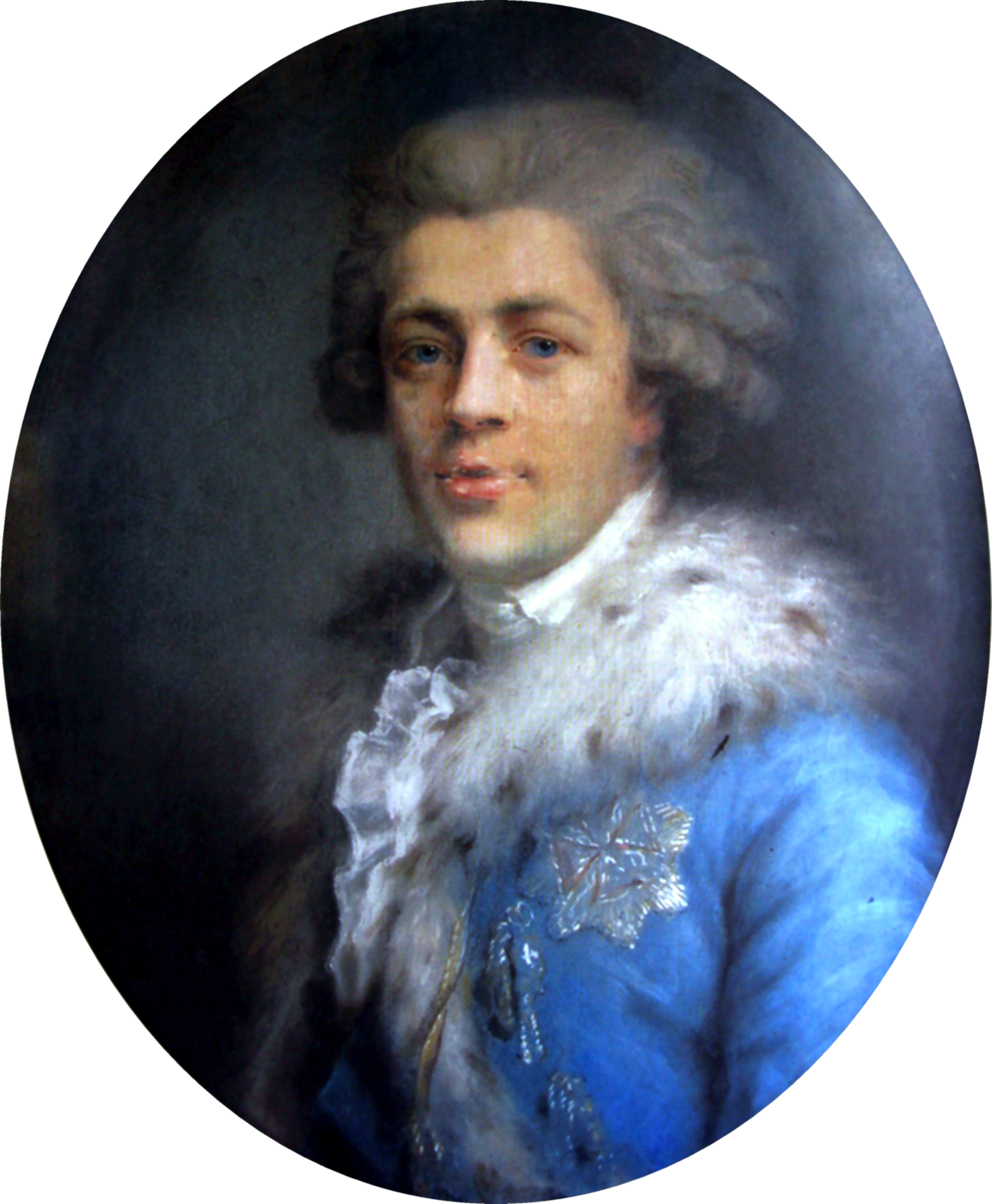
Ignacy Potocki, prezes Towarzystwa do Ksiąg Elementarnych

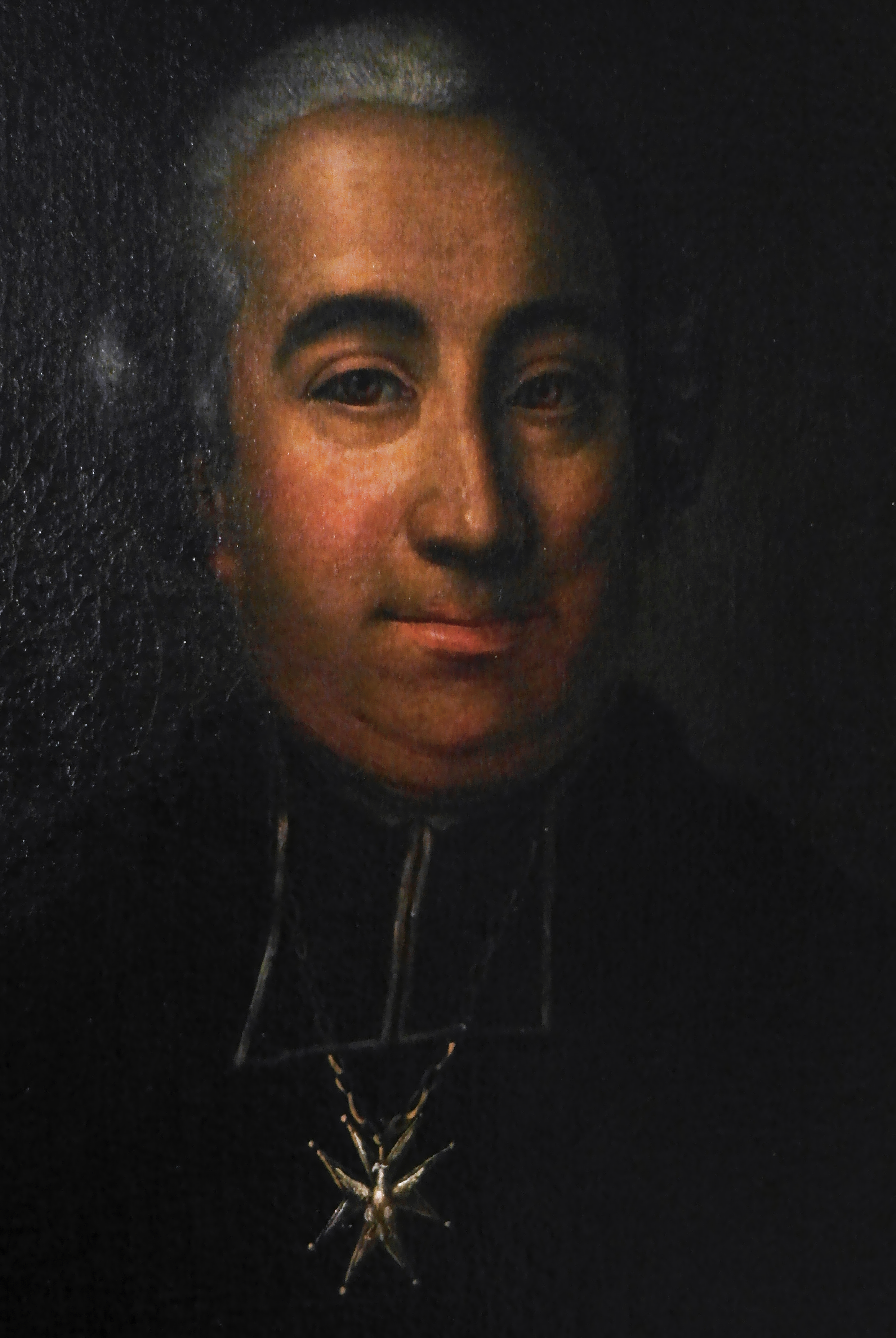
Grzegorz Piramowicz, autor napisanego na zlecenie KEN Elementarza dla szkół parafialnych narodowych (1785)

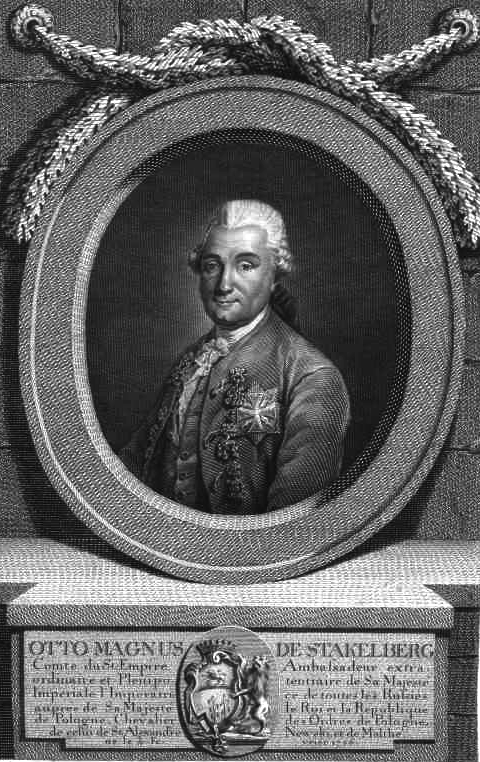
Otton Magnus von Stackelberg, rosyjski poseł nadzwyczajny i minister pełnomocny w Rzeczypospolitej, który w imieniu cesarzowej Katarzyny II wyraził zgodę na utworzenie Komisji Edukacji Narodowej

### Drugi okres działalności (1781-1788)
Drugi okres działalności był w zasadzie kontynuacją prac podjętych w pierwszym, oraz zapełnianiem ram reformy, której granice zakreśliły kompetencje Komisji wywalczone w pierwszym okresie.
Pewnym novum była tylko reforma dwóch szkół wyższych – Akademii Krakowskiej i Wileńskiej – które oprócz pełnienia obowiązków typowych dla uczelni wyższych, zajęły się także bezpośrednim nadzorem szkół średnich i podstawowych.  W czasach stanisławowskich podjęto próbę reformy nauczania uniwersyteckiego w duchu oświecenia. Uniwersytety miały stać się w zasadzie wyższymi szkołami zawodowymi.
W szkołach średnich i w mniejszym stopniu w podstawowych, stara kadra nauczycielska oparta na klerze wywodzącym się z zakonu jezuitów była stopniowo wymieniana na absolwentów zreformowanej Akademii, dzięki czemu opór szkół średnich i podstawowych przed reformami stopniowo malał.
Komisja miała też silny wpływ na szkoły zakonne, które pozostawały częściowo niezależne, ale mimo wszystko musiały przynajmniej formalnie podporządkowywać się jej zarządzeniom.

### Trzeci okres działalności (od 1789 do 1794)
Od roku 1789 rozpoczął się stopniowy rozkład i utrata wpływów Komisji, co było procesem równoległym do powolnej utraty wpływów politycznych przez stronnictwo reformatorów i rozpadu Rzeczypospolitej. W czasie obrad Sejmu Czteroletniego frakcja reformatorów zgodziła się na daleko idące ustępstwa w sprawach szkolnictwa, aby móc przeforsować Konstytucję 3 maja. Konstytucja ta czyniła prezesem KEN prymasa Polski, który zasiadał w Straży Praw jako swoisty minister oświaty.
Ostateczny cios Komisji zadała konfederacja targowicka, która odebrała jej władzę nad szkołami zakonnymi oraz całkowicie zmieniła jej skład. Wielu członków Komisji (z Kołłątajem na czele) i tak musiało opuścić kraj po zwycięstwie Targowicy, gdyż wydano na nich zaoczne wyroki śmierci w związku z ich ogólną działalnością polityczną.
Istnienie Komisji Edukacji Narodowej potwierdził i określił jej kompetencje sejm grodzieński (1793).

## Podsumowanie dokonań Komisji
- stworzenie od podstaw systemu szkół średnich, dokonanie zmian w szkolnictwie
- opracowanie nowych programów nauczania w duchu umiarkowanego oświecenia
- utworzenie seminariów skierowanych dla nauczycieli
- publikacja nowatorskich podręczników szkolnych – w sumie wydano 30 podręczników, z czego 17 publikacji miało charakter podręczników, 6 książek pomocniczych, takich jak słowniki, wypisy oraz tablice logarytmiczne. Część z nich wydane po raz pierwszy stworzyło polską terminologię naukową takich dziedzin jak fizyka, matematyka, chemia, logika, gramatyka[16] [17] .
- stworzenie szkolnictwa koedukacyjnego
- dokonywanie reformacji szkolnictwa
- utworzenie Towarzystwa do Ksiąg Elementarnych
- wprowadzenie m.in. historii naturalnej
- wprowadzenie elementów wychowania fizycznego
- zaczęto nauczać w języku polskim – nauka w języku łacińskim była zakazana.

Niektóre podręczniki (np. podręcznik do chemii Jędrzeja Śniadeckiego) były w użyciu jeszcze u zarania II Rzeczypospolitej, a z podręczników gramatyki i historii wydanych przez Towarzystwo do Ksiąg Elementarnych uczyli się praktycznie wszyscy najwybitniejsi pisarze i poeci XIX w. – od Adama Mickiewicza po Bolesława Prusa.